# Nastri d'argento 1980
Els Nastri d'argento 1980 foren la 35a edició de l'entrega dels premis Nastro d'Argento (Cinta de plata) que va tenir lloc el 1980.

## Guanyadors

### Millor director
- Federico Fellini - La città delle donne

### Millor director novell
- Maurizio Nichetti - Ratataplan

### Millor productor
- Franco Cristaldi i Nicola Carraro de Vides Cinematografica - pel conjunt de la seva producció

### Millor argument original
- Nanni Loy i Elvio Porta - Café Express

### Millor guió
- Agenore Incrocci, Furio Scarpelli i Ettore Scola - La terrazza

### Millor actor protagonista
- Nino Manfredi - Café Express

### Millor actriu protagonista
- Ida Di Benedetto - Immacolata e Concetta, l'altra gelosia

### Millor actor debutant
- Carlo Verdone - Un sacco bello

### Millor actriu debutant
- Isabella Rossellini - Il prato

### Millor actriu no protagonista
- Stefania Sandrelli - La terrazza

### Millor actor no protagonista
- Tomas Milian - La luna

### Millor banda sonora
- Fred Bongusto - La cicala

### Millor fotografia
- Giuseppe Rotunno - La città delle donne

### Millor vestuari
- Gabriella Pescucci - La città delle donne

### Millor escenografia
- Dante Ferretti - La città delle donne

### Millor pel·lícula estrangera
- Woody Allen - Manhattan